# Berylliumnitrat
Berylliumnitrat ist eine chemische Verbindung des Berylliums aus der Gruppe der Nitrate.

## Gewinnung und Darstellung
Berylliumnitrat kann durch Reaktion von Berylliumchlorid in einer Lösung von Ethylacetat mit Stickoxid gewonnen werden.
{\displaystyle \mathrm {BeCl_{2}+4\ N_{2}O_{4}\longrightarrow Be(NO_{3})_{2}\cdot 2N_{2}O_{4}+2\ NOCl} }
{\displaystyle \mathrm {Be(NO_{3})_{2}\cdot 2N_{2}O_{4}\longrightarrow Be(NO_{3})_{2}+2\ N_{2}O_{4}} }

## Eigenschaften
Berylliumnitrat ist ein in Wasser leicht löslicher Feststoff mit schwach ausgeprägter brandfördernder Wirkung. Das kommerzielle Produkt wird als Lösung in Wasser oder Salpetersäure angeboten.

## Verwendung
Berylliumnitrat wird in Gas- und Acetylenlampen verwendet.